# Gărmen (kommun)
Obsjtina Gărmen (bulgariska: Община Гърмен) är en kommun i Bulgarien.   Den ligger i regionen Blagoevgrad, i den sydvästra delen av landet, 120 km söder om huvudstaden Sofia.
Obsjtina Gărmen delas in i:
- Gorno Drjanovo
- Debren
- Dolno Drjanovo
- Dăbnitsa
- Krusjevo
- Ognjanovo
- Oresje
- Osikovo
- Ribnovo
- Skrebatno
- Chvostiane

Följande samhällen finns i Obsjtina Gărmen:
- Gărmen
- Baldevo